# السيدة بينويس (لوحة)
السيدة بينويس هي لوحة تعرف أيضا باسم السيدة وطفل مع الزهور. يعتقد أنها واحدة من لوحتين للسيدة العذراء بدأ برسمها ليوناردو دا فينشي في أكتوبر من عام 1478، كما يذكر هو بنفسه. وقد تكون الأخرى السيدة مع القرنفل والموجودة في ميونخ.
من المرجح أن السيدة بينويس هي أول عمل قام برسمه ليوناردو بمعزل عن معلمه فيروكيو
. هنالك عملان أوليان لهذه اللوحة موجودان في المتحف البريطاني. ولذلك يحتمل أن هذا العمل لليوناردو، كما العديد من أعماله التي تركت بدون الانتهاء منها، مثل لوحة ابتسامة السيدة.
إن تفاصيل لوحة السيدة والطفل مع الزهور تثبت أنها من خصائص أعمال ليوناردو المميزة. قام الكثير من الفنانين الشباب بنسخ اللوحة، بمن فيهم رافائيل الذي رسم لوحة استلهمها من لوحة ليوناردو تدعى السيدة مع الزهور الوردية، والتي امتلكها المعرض الدولي في لندن عام 2004.
لقرون عدة اعتبرت اللوحة مفقودة، حتى أعلن عن وجودها عام 1909 المعماري ليون بينويس وعرضها في سانت بطرسبرغ كجزء من مجموعة تعود لوالد زوجته. من المحتمل أن الللوحة قد جُلبت من إيطاليا إلى روسيا من قبل الخبير ألكساندر كورساكوف عام 1790. وبعد وفاة كورساكوف بسنتين قام ابنه ببيعها إلى تاجر أستراخان سابوزنيكوف مقابل 1400 روبل، وتوارثتها الأجيال حتى وصلت إلى عائلة بينويس عام 1880. بعد خلاف كبير قام ليون بينويس ببيع اللوحة إلى متحف الإرميتاج الإمبراطوري عام 1914. ومنذ ذلك الحين، وهي معروضة في سانت بطرسبرغ.